# Give In to Me
"Give In to Me" је десета песама са албума Мајкла Џексона- Dangerous - издата као сингл у фебруару 1993. Сингл је заузимао 4 узастопне недеље прво место у Новом Зеланду и друго у Великој Британији. У њему се појављује водећи гитариста Велвет револвера и бивши члан Ганс ен Роузиса, Слеш. Сингл никад није издан у Северној Америци или Азији.
Сингл је истакнут по својој б-страни где су Џексоново две рок песме ("Beat It" и "Dirty Diana") са појављивањима Едија Ван Халена и Стива Стивенса.

## Позиције
| Chart            | Peak position |
| ---------------- | ------------- |
| Аустралија       | 4             |
| Аустрија         | 12            |
| Француска        | 7             |
| Норвешка         | 7             |
| Шведска          | 15            |
| Швајцарска       | 7             |
| Велика Британија | 2             |